# Trionfo di Afrodite
Trionfo di Afrodite è una cantata scenica composta dal compositore tedesco Carl Orff. È la terza ed ultima parte dei Trionfi, il trittico musicale che comprende anche i Carmina Burana (1937) e i Catulli Carmina (1953).  L'opera è ispirata da poesie di Catullo e Saffo e comprende un versetto da un coro dell'Ippolito di Euripide.
La prima si tenne il 14 febbraio 1953 al Teatro alla Scala di Milano con Elisabeth Schwarzkopf, Nicolai Gedda, Lina Aimaro ed Enrico Campi diretto da Herbert von Karajan.
Il lavoro, diviso in sette atti, è basato sul tema di Afrodite, e molti suoi trionfi sulla sua natura carnale, i quali divampano più volte durante il corso della narrazione musicale, ma infine -attraverso un'ultima analisi- l'amore platonico trionfa attraverso l'equilibrio interiore.

## Personaggi
- La sposa (soprano)
- Lo sposo (tenore)
- tre maestri di coro (tenore, soprano, basso)
- Afrodite (ruolo muto)
- Vergine, uomini giovani, anziani, genitori, amici, persone (coro, coro ballato)

## Argomento
Seppur sia considerata come un'opera lirica, Trionfo di Afrodite non ha una vera e propria trama. Una coppia di fidanzati sta celebrando il suo matrimonio. Le ragazze portano la sposa nella camera nuziale danzando. Gli uomini restano assieme allo sposo cantando canzoni satiriche e goliardiche. Afrodite (simbolo dell'amore) completa il rituale.

## Atti
- Canto amebeo di vergini e giovani al Véspero in attesa della sposa e dello sposo.
- Corteo nuziale ed arrivo della sposa e dello sposo.
- La sposa e lo sposo.
- Invocazione dell'Imeneo - Inno all'Imeneo.
- Ludi e canti nuziali davanti al talamo. La sposa viene accolta - La sposa viene condotta alla camera nuziale - Epitalamo.
- Canto di novelli Sposi dal talamo.
- Apparizione di Afrodite.

Alla sua prima rappresentazione a Milano, l'opera ricevette una cattiva accoglienza da parte del pubblico, giudizio che si rovesciò solo quando fu diretta da Eugen Jochum in una magistrale interpretazione a Monaco di Baviera.

## Orchestrazione
L'opera richiede una grande orchestra, con una vasta sezione di percussioni, composta dai seguenti strumenti:
- Legni
  - 3 flauti
  - 3 oboi
  - 3 clarinetti in Si bemolle
  - 3 fagotti
- Ottoni
  - 6 corni in Fa
  - 3 Trombe
  - 3 Tromboni
  - 2 tube
- Percussioni (che richiedono 10-12 esecutori, senza contare i Timpani)
  - 6 timpani
  - 4 piatti (2 sospesi e una coppia)
  - tam-tam
  - campane tubolari
  - tamburello
  - 2 casse chiare
  - 2 grancasse
  - 4 maracas
  - 4 blocks
  - 3 glockenspiel
  - xilofono
  - marimba
  - xilofono tenore
- 2 arpe
- 3 chitarre
- 3 pianoforti
- Archi
  - violini I (12-14)
  - violini II (12-14)
  - viole (12)
  - violoncelli (12)
  - contrabbassi (8)